# ایلیرجان سولی
ایلیرجان سولی (انگلیسی: Ilirjan Suli؛ زادهٔ ۱۱ اکتبر ۱۹۷۵) وزنه‌بردار اهل آلبانی بود.
وی در مسابقات کشوری و بین‌المللی در مجموع برندهٔ ۱ مدال برنز شده‌است.